# Wegkapelle hl. Martin (Zug)

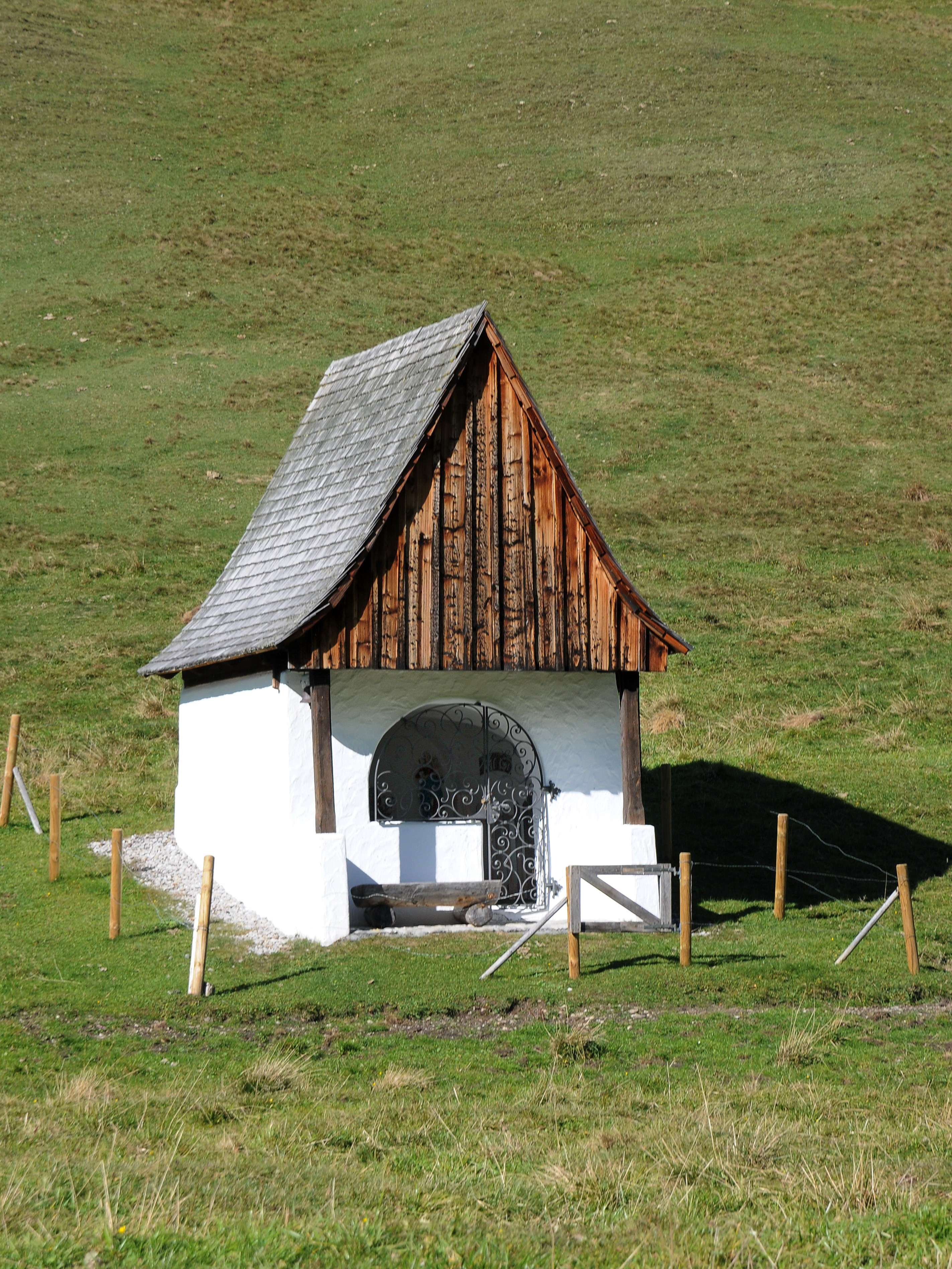
Wegkapelle hl. Martin

Die römisch-katholische Wegkapelle hl. Martin steht auf etwa 1555 m ü. A. in der Flur Unteres Älpele im Ortsteil Zug der Gemeinde Lech im Bezirk Bludenz in Vorarlberg. Sie ist dem heiligen Martin geweiht und gehört zur Pfarre Lech am Arlberg und damit zum Dekanat Bludenz-Sonnenberg in der Diözese Feldkirch. Das Bauwerk steht unter Denkmalschutz (Listeneintrag).
Die Kapelle steht in der Flur Unteres Älpele (kurz: Älpele), etwa 300 Meter Luftlinie von den Alpgebäuden entfernt. Von Zug selbst ist die Kapelle etwa 2500 Meter Luftlinie entfernt und von der Pfarre Lech rund 5800 Meter. Das Untere Älpele selbst grenzt südlich und westlich direkt an das Gemeindegebiet von Dalaas. Die Kapelle hat keine Zufahrt und steht mitten in der Weidefläche.
Es handelt sich um einen Bau mit rechteckiger Grundform und Südost/Nordwest-Ausrichtung mit weißem Außenverputz, geschindeltem Satteldach und zwei markanten Holzsäulen, die das weit vorgezogene Dach stützen. Die Kapelle hat keinen Glockendachreiter. Außer der Türe mit dem schmiedeeisernen Absperrgitter befindet sich keine Lichtöffnung in der Kapelle.
Die Kapelle ist innen einfach gestaltet und weiß verputzt. Die darin befindlichen Heiligenfiguren stammen aus der 2. Hälfte des 17. Jahrhunderts.